# Breda Modello 38
A Breda Modello 38 egy olasz gyártmányú, kifejezetten páncélozott harcjárművekhez tervezett géppuska volt, melyet a második világháború alatt használtak többek között a Fiat L6/40, Fiat M11/39 és a Fiat M13/40 típusú harckocsikon. A géppuskát fegyverállvánnyal a gyalogságnál is rendszeresítették. A Mod. 38-ast a Breda Mod. 37 géppuskából fejlesztették ki. A németek által zsákmányolt, majd rendszeresített fegyverek jelölése a Kampfwagen-Maschinengewehr 350(i) volt.

## Fejlesztés

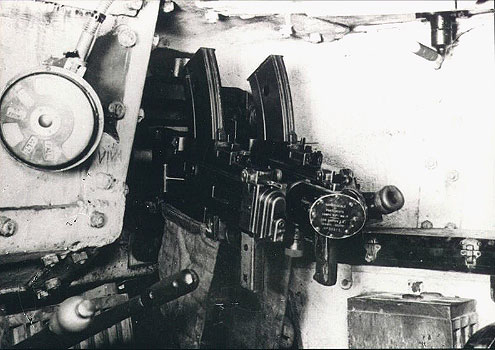
Homlokpáncélba rögzített dupla Breda Modello 38 egy Fiat M13/40 harckocsiban

Az olaszok gyalogsági géppuskaként való használatra is átalakították. E célból a fegyver egy adapter segítségével egy háromlábú géppuskaállványra szerelhető, a tok jobb oldalán egy ideiglenes hátsó irányzékkal, a cső jobb oldalán a torkolatnál pedig egy ideiglenes első irányzékkal látják el. Ezek az ideiglenesen felszerelt nyitott irányzékok a páncélosoknál használt optikai irányzékok funkcióját veszik át.

## Tervezet
A fegyver léghűtéses, gázüzemű, adagolása tárral történik, és gyorsan cserélhető csővel rendelkezik. Működési jellemzői egyszerűek, és rendkívül könnyű a terepen szétszerelni vagy teljesen szétszedni. A cső kellően nehéz (4,5 kg) ahhoz, hogy túlmelegedés nélkül nagyszámú lövést tudjon gyorsan egymás után leadni.

## Fordítás
- Ez a szócikk részben vagy egészben  a   Breda 38 című angol Wikipédia-szócikk ezen változatának fordításán alapul.  Az eredeti cikk szerkesztőit annak laptörténete sorolja fel. Ez a jelzés csupán a megfogalmazás eredetét és a szerzői jogokat jelzi, nem szolgál a cikkben szereplő információk forrásmegjelöléseként.

## További információ
- Breda Modello 38